# 小行星2283
小行星2283（2283 Bunke）是一颗绕太阳运转的小行星，为主小行星带小行星。该小行星于1974年9月26日发现。
該小行星以阿根廷裔德國革命家塔瑪拉·邦克命名。

## 轨道参数
小行星2283的轨道半长轴为2.2490577 UA，离心率为0.088。